# Attalea teixeirana
Attalea teixeirana là loài thực vật có hoa thuộc họ Arecaceae. Loài này được (Bondar) Zona mô tả khoa học đầu tiên năm 2002.